# Tarsus Academy
Tarsus Academy (eller Tarsusakademin) är en fiktiv organisation i spelet Deus Ex: Invisible War.
Tarsus-akademin är egentligen en front för ApostleCorp. Efter att JC Denton smälte samman med Helios och förstörde Area 51 i första spelet, drog sig JC undan. Han insåg att människan var så beroende av teknologi att han kom på ett sätt att ge alla människor samma möjlighet. I spelet får man reda på att bara var tionde människa har kompatibel DNA som kan använda biomods, och detta vill WTO skydda för att det ger profit - vilket gör dem till JC:s motståndare.
Han skapade Tarsus för att de i sin tur skulle utveckla augmentations-projektet till biomods, som sedan skulle distribueras till alla människor.
För allmänheten fungerar Tarsus som en sorts skola för framtida säkerhetsvakter, från vilken andra företag anställer folk. Dock är studenterna inte vilka människor som helst, bara de som har kompatibel DNA som kan använda biomods - vilket ger dem snabbare reflexer, osynlighet och andra användbara metoder för att försvara och infiltrera företag och organisationer.
Träningen styrs av Leila Nassif, men själva biomod-projektet styrs av en person som i spelet endast är känd som "Projektledaren".
Tarsus har fyra baser - en i Chicago, en i Övre Seattle, en i Kairo samt en forskningsbas i Trier (Tyskland). Chicago-basen blir jämnad med marken (tillsammans med hela Chicago) i introduktionsfilmen till spelet.